# Луций Бебий
Луций Бебий (на латински: Lucius Baebius) е политик на Римската република през 2 век пр.н.е.
Той произлиза от плебейския род Бебии, чийто клон Бебии Тамфили става патрицийански през 180 пр.н.е..
Луций Бебий е посланик през 169 пр.н.е. при цар Персей в Древна Македония заедно с Гней Домиций Ахенобарб и Авъл Лициний Нерва по време на Третата римско-македонска война (171 – 168 пр.н.е.), преди Луций Емилий Павел да нападне през 168 пр.н.е. враговете.